# جورج إيزابيغ
جورج إيزابيغ (مواليد 9 نوفمبر 1930) هو ملاكم إيراني، مثّل بلاده في الألعاب الأولمبية الصيفية في دورتي 1948 و1952.

## روابط خارجية
جورج إيزابيغ على موقع أوليمبيديا (الإنجليزية)